# アゼルバイジャン国民政府

アゼルバイジャン自治共和国
جمهوری خودمختار آذربایجان

緑色の領域（黄色の領域はクルディスターン共和国）

アゼルバイジャン国民政府（アゼルバイジャンこくみんせいふ、ペルシア語: حکومت ملی آذربایجان, アゼルバイジャン語: آذربایجانین ملّی حکومتی）は、1945年から翌1946年まで、イラン北部のアーザルバーイジャーンで存在を主張したアゼルバイジャン自治共和国（アゼルバイジャンじちきょうわこく、ペルシア語: جمهوری خودمختار آذربایجان）の政府である。
第二次世界大戦期にイラン進駐を行った赤軍の庇護下で、イラン共産党系のアゼルバイジャン民主党によって形成された。当初はイランのアゼルバイジャン人の地位向上を訴えるに留まっていた国民政府であったが、やがては民族自決を主張して独自の軍を編制するなど、イランからの分離を疑われる活動までも開始した。後期には中央政府との和解も果たされたが、やがて中央政府が政策を右傾化させたため国軍の侵攻を受け、さらには支持母体であったソビエト連邦からもイランでの石油利権と引き換えに見放され、発足から1年で崩壊した。

## 沿革

### 背景
1939年9月に第二次世界大戦が勃発した際、パフラヴィー朝の治めるイランは同月中に中立宣言を発した。しかし、1941年6月に独ソ戦が始まると、軍事協定 (en) を締結していたイギリス＝ソビエト連邦両国にとって、イランはペルシア湾からカフカースを結ぶ輸送路（ペルシア回廊）としての意味を持つようになった。加えて、かねてから親独的であったレザー・シャーは英ソ両国によるドイツ人の国外追放要求を拒否したため、イギリス軍と赤軍はこれに対する制裁として、8月にイランへ侵攻を開始。イランはほぼ無抵抗のまま両軍に全土を制圧され、レザー・シャーも翌月には退位に追い込まれた。
シャーの退位はイランの独裁と中央集権制を揺るがし、地主や遊牧民、労働者まで様々な社会勢力が活動を開始する契機となった。しかし同時に、英ソ軍（後には米軍も加わった）の駐留は物価の急騰をもたらし、イラン社会には混乱が渦巻いた。1941年9月には左翼政党のトゥーデ党が結成され、赤軍占領下イラン北部のアーザルバーイジャーンから、イラン全土へと急速に影響力を増しつつあった。この地域は、北側ソ連との国境を越えたソビエト・アゼルバイジャンと同じくアゼルバイジャン人が人口の多数を占めていたが、パフラヴィー朝の中央集権制とイラン・ナショナリズムにより、地理的・経済的地位が低い状態にあった。

### アゼルバイジャン民族主義の高揚
1945年に入り、大戦での連合国側の勝利が決定的なものとなった頃、戦後を見越したソ連の対イラン外交も、アーザルバーイジャーンでは特有の様相を見せ始めた。トゥーデ党のアーザルバーイジャーン支部は、地方議会の設置やアゼルバイジャン語の公用語化など、イランのアゼルバイジャン人の民族自決を訴えるようになったが、これは集権国家イランを志向するトゥーデ党中央とは明らかに対立する主張であった。バクー言葉を話し、党支部にヨシフ・スターリンの肖像を掲げるアーザルバーイジャーン支部の動向は、対ソ従属を嫌う中央の党員の目には、アーザルバーイジャーンをイランから切り離しソビエト・アゼルバイジャンに併合しようとするものに映った。
一方で同年9月3日には、タブリーズでアゼルバイジャン民主党が結成された。イラン共産党員のセイエド・ジャファル・ピーシェヴァリーが設立したこの政党は、あくまでイラン国家の独立と統一を維持しながら、穏健な経済改革を図り、アゼルバイジャン人とアーザルバーイジャーンの地位向上を目指すことを、当初のうちは掲げていた。そして、トゥーデ党アーザルバーイジャーン支部指導者であったサーデグ・パーデガーン (az) は、党中央に無断で支部を解体し、アゼルバイジャン民主党に合流するという行動に出た。トゥーデ党中央はこれに反発したが、結局はソ連大使館の働きかけにより、アゼルバイジャン民主党の存在を追認せざるを得なくなった（階級闘争を重視するトゥーデ党は、全人民的闘争を訴えるピーシェヴァリーとは対立関係にあった）。

### 国民政府の発足
設立当初のアゼルバイジャン民主党は、分離の意志を否定しつつ自治を訴えるなど、イラン憲法を尊重する構えを見せていた。だが11月半ばには、赤軍の支援を受けたアゼルバイジャン民主党系の民兵集団が武装蜂起し、イラン軍と国家憲兵を制圧する事態が発生した。イラン内外の緊張が高まるなか、11月20日にはタブリーズで人民大会が開かれたが、この際にはアーザルバーイジャーンに独自の議会と政府を形成することが決議されるなど、既にアゼルバイジャン民主党はイラン憲法の枠組みを逸脱しつつあった。
この決議を受けて12月初頭までに地方議会選挙が実施されたが、この内実は、投票所まで有権者をトラック輸送し、文盲の者にはアゼルバイジャン民主党員が投票用紙を代筆するなど、公正な選挙とは言い難いものであった。こうして当選した101人の議員による国民議会がタブリーズに招集され、同月12日、ピーシェヴァリーを首班とするアゼルバイジャン国民政府が発足した。発足時の閣僚は以下の通り。
- 首相：セイエド・ジャファル・ピーシェヴァリー
- 内相：サラモッラー・ジャーヴィード（ペルシア語版）
- 文化相：モハンマド・ビーリヤー (az)
- 軍務相：ジャファル・カヴィアーン (az)
- 厚相：ハサン・ウランギー
- 法相：ユースフ・アズィマー
- 郵便・電信相：ラビオッラー・カビーリー (en)
- 農相：マフムード・ホッジャーティー
- 蔵相：ゴラムレザー・エルハーミー
- 経産相：レザー・ラスーニー (en)

#### 内政

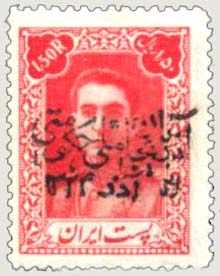
国民政府の発行した切手

翌1946年1月からは徴兵制に基づく人民軍が編制され、赤軍式の政治将校制が導入された。同月には言語法も制定され、アゼルバイジャン語の公用語化が実現され、ソビエト・アゼルバイジャンとの盛んな文化交流が開始された。労働法の制定により最低賃金・団体交渉制が導入され、インフラ整備はその後1年間でレザー・シャー期の実績を上回る進展をみせた。国有地や逃亡地主、「人民の敵」の土地は小作農に分配されたが、小作制自体の廃止は行われなかった。
反面、財源確保のためイラン国立銀行の資産は接収され、過酷な徴税が行われた。国民政府と中央政府の双方が農産物の禁輸や資金の移動制限を行ったが、一方でソ連が安値で農産物を買い叩いたために、アーザルバーイジャーンの市場は崩壊した。同年夏にはアーザルバーイジャーンを凶作が見舞い、国民政府は穀類の密輸出に死刑を適用する布告を発した。また、外部放送の聴取禁止といった情報統制も行われた。当時の識字率の低さでは、国民政府による文化的政策は民心を掴むことができず、むしろ混乱する経済状況や徴兵制の実施によって、国民政府が人民の支持を広く得られることはなかった。

### 政府間交渉
アーザルバーイジャーンにおける一連の動向、とりわけ「イラン軍に対する義務を負わない」とされた人民軍の設立は、アーザルバーイジャーン外のイラン人に、国民政府がイランからの分離を志向しているとの印象を与えた。1946年1月19日の第1回国連安全保障理事会（安保理発足の2日後）において、イランはアーザルバーイジャーン問題についてソ連を提訴した。しかし問題の解決には至らず、エブラーヒム・ハキーミー内閣は辞職した。さらに、英米両軍は撤退期限の3月2日までにイランからの撤兵を終えたにもかかわらず、ソ連軍（赤軍から改称）は撤兵を拒否するどころか増派の動きすら見せたため、高まる英米ソ間の緊張は冷戦の開始を決定付けることとなった（1946年イラン危機）。
一方、ハキーミーの後任として首相に就いた左派のアフマド・ガヴァームは、モスクワを直接に訪問して交渉に臨み、国内の右派を逮捕するなどして対ソ融和に努めた。そして、4月4日にソ連大使イヴァン・サチコフ (ru) とガヴァームがテヘランで結んだ協定により、
- ソ連軍は3月24日から6週間以内にイランから完全に撤退する
- イラン・ソ連合同による50年期限の石油会社の設立案が、3月24日から7週間以内に議会に提出される
- アーザルバーイジャーン問題はイランの内政問題であることをソ連は承認する

との条項が取り決められた。これによりイランは国連安保理への提訴を取り下げ、5月9日にはソ連軍がイランからの撤退を完了した。
同時期の4月23日、国民政府は同じくソ連の援助により発足し、イランのクルド人の民族自決を標榜する「クルディスターン共和国」と協力関係を結んだ。しかし、国民政府が分離志向の強いクルド人と同盟を結んだことは、イラン人にとってはアーザルバーイジャーン分離主義に対する疑念を深める一因となった。ガヴァームは同月28日にピーシェヴァリーをテヘランへ招請し、交渉を呼びかけた。交渉は紛糾したが、6月13日には
- 国民議会は州議会とされる
- 州知事は州議会の提案に基づきイラン内相が任命する
- アゼルバイジャン語はペルシア語と同等の教育語とされる
- 中央政府は国民政府の農地改革を追認し、財政においても配慮を行う
- 人民軍はイラン国軍に、民兵組織は国家憲兵に吸収される

との内容で合意が結ばれた。これにより国民政府はイランの法的枠組みに復帰し、州知事には国民政府内相であったジャーヴィードが就任した。

### 崩壊
かくして国民政府と中央政府の融和は実現したが、一方でガヴァームの左傾路線はイラン各地でトゥーデ党によるゼネラル・ストライキを招いており、英米はガヴァームへの不信を募らせていた。アメリカやモハンマド・レザー・シャーからの圧力を受けたガヴァームは急速に右旋回し、10月半ばからは強固な親米路線をとるようになった。また、かつて国民政府と同盟を結んだクルド人らも、国民政府とクルディスターン共和国との領土問題や、クルディスターンを支配しようとする国民政府の傾向に反旗を翻していた。
12月に中央政府は、国民議会選挙での投票を監視するとの名目で、国軍をタブリーズへ派遣することを国民政府に対し通告した。国民政府はこれを拒否したが、同月10日（後に中央政府によって「アーザルバーイジャーン解放の日」とされる）に国軍はアーザルバーイジャーンへ侵攻を開始した。国民政府の意見は、徹底抗戦を訴えるピーシェヴァリーらと、国軍に降伏すべきとするジャーヴィードらに分かれた。しかし、ガヴァームとの協定によりイランでの石油利権を得ていたソ連は、駐タブリーズ領事を通じ、国民政府に抵抗を放棄するよう圧力を加えたとされる。
結果、11日に国民政府は中央政府への降伏を表明した。しかし、12日に国軍は殺害・略奪・放火を伴いながらタブリーズに入り、国民政府側には300人の死者が発生した。その後も約30人が銃殺刑に処されたが、ピーシェヴァリーとビーリヤーはバクーへ亡命した。ソ連が国民政府を切り捨ててまで手に入れようとした石油利権は、翌1947年10月のイラン議会で無効と決議された。イランはその後もMETOに加盟するなど親米路線を継続し、対するトゥーデ党らイランの左翼は長い衰退の道を歩むこととなる。

### 書籍
- 德増克己「イランとソ連の狭間で - アゼルバイジャン国民政府の一年」『岩波講座 世界歴史』 24 解放の光と影、樺山紘一ほか著、岩波書店、1998年、207-228頁。ISBN 978-4000108447。
- 宮田律「アゼルバイジャン民族主義の諸側面 - アゼルバイジャン自治共和国の成立と崩壊を通じて」『ボーダーレス時代の国際関係』上野明、鈴木啓介編著、北村出版〈国際関係学双書 8〉、1991年、189-216頁。ISBN 978-4893842251。

### 論文
- 岡部三郎「ソ連の中近東政策 - イランに対するソ連外交」『国際政治』第12号、日本国際政治学会、1960年、53-67頁、doi:10.11375/kokusaiseiji1957.12_53、ISSN 0454-2215、NAID 130004301882。